# Resolution 648 des UN-Sicherheitsrates
Die Resolution 648 des UN-Sicherheitsrates ist eine Resolution, die der Sicherheitsrat der Vereinten Nationen am 31. Januar 1990 einstimmig beschloss. Unter Hinweis auf frühere Entschließungen zu diesem Thema und unter Prüfung des Berichts des Generalsekretärs über die United Nations Interim Force in Lebanon (UNIFIL), welcher in Resolution 426 (1978) gebilligt wurde, beschloss der Rat, das Mandat der UNIFIL um weitere sechs Monate bis zum 31. Juli 1990 zu verlängern.
Der Rat bekräftigte daraufhin das Mandat der Truppe und ersuchte den Generalsekretär, über die Fortschritte bei der Umsetzung der Resolutionen 425 (1978) und 426 (1978) Bericht zu erstatten.